# Liste von Persönlichkeiten aus Lottigna
Diese Liste enthält in Lottigna geborene Persönlichkeiten und solche, die in Lottigna ihren Wirkungskreis hatten, ohne dort geboren zu sein. Die Liste erhebt keinen Anspruch auf Vollständigkeit.

## Persönlichkeiten
(Sortierung nach Geburtsjahr)
- Jacobino da Oleggio (* 1450 in Oleggio; † nach 1496 ebenda ?), Vikar des Herzogs von Mailand in Bleniotal[1]
- Giovan Domenico Cima (* um 1510 in Aquila; † um 1570 in Lottigna), Militär, Oberst in Sardinien in spanischen Diensten, Landvogtstatthalter von Blenio 1568. Er baute und schenkte das Haus della Giustizia in Lottigna, die Residenz des Vogts von Blenio[2][3]
- Jost Lussi (* 20. Januar 1589 in Stans; † 25. Januar 1661 ebenda), Baumeister, Gesandter nach Lugano, Locarno, Mendrisio und ins Maggiatal, Landvogt in Blenio[4]
- Jakob Jauch (* um 1580 in Altdorf (Uri); † 4. Januar 1638), Vogt von Bleniotal[5]
- Franz Florian Schmid (* 19. April 1657 in Bellikon; † nach 1716 ebenda), Mitglied des Rats, Hauptmann im Regiment Bessler, Landvogt von Blenio 1710, nach dem er 1706 bereits die Amtsdauer des Martin Anton Schmid von Bellikon beendigt hatte, Landvogt von Valle Maggia 1716[6]

- Familie Bertoni. 
  - Ambrogio Bertoni (* 25. August 1811 in Mailand; † 11. November 1887 in Lottigna), Priester, Anwalt, liberaler Politiker, Verfechter der Lukmanierpassstrasse[7][8]
  - Giacomo Bertoni (* 1847 in Lottigna; † 1921 in Livorno), Professor der Chemie an der Schiffakademie von Livorno[7]
  - Mosè Bertoni (1857–1929), Anarchist, Botaniker, gründete in Asunción die Nationale Landwirtschaftsschule
  - Brenno Bertoni (1860–1945), Politiker und radikalliberaler Publizist.
  - Luigi Bertoni (1872–1947), Anarchist, Journalist und republikanischer Spanienkämpfer.
  - Arnaldo de Winkelried Bertoni (1878–1977), Sohn von Mosé Bertoni, Naturforscher und Ornithologe.

- Ferdinando Gianella (1837–1917), Ingenieur, Architekt, Politiker und Staatsrat
- Pietro Reggiori (* 1854 in Lottigna; † 1907 in London), dann wurde er im Friedhof von Lottigna bestattet[9] Vorsitzender des Londoner Zweigs der Liberalen Partei Tessins, Miteigentümer des Reggiori’s Restaurant in King’s Cross.[10] Peter Roger, ein englischer Hotelier und Gastronom und der Ururenkel von Alfredo Reggiori und Alma Margherita Marchesi, stiftete zu ihrem Gedenken einen jährlichen Preis, the Reggiori-Marchesi Fund[11] und stellte der Universität von Kent, seiner Alma Mater, seine finanziellen Mittel zur Verfügung, um Talente, Verdienste und Engagement zu fördern.